# UN-Klimakonferenz in Bonn 2017

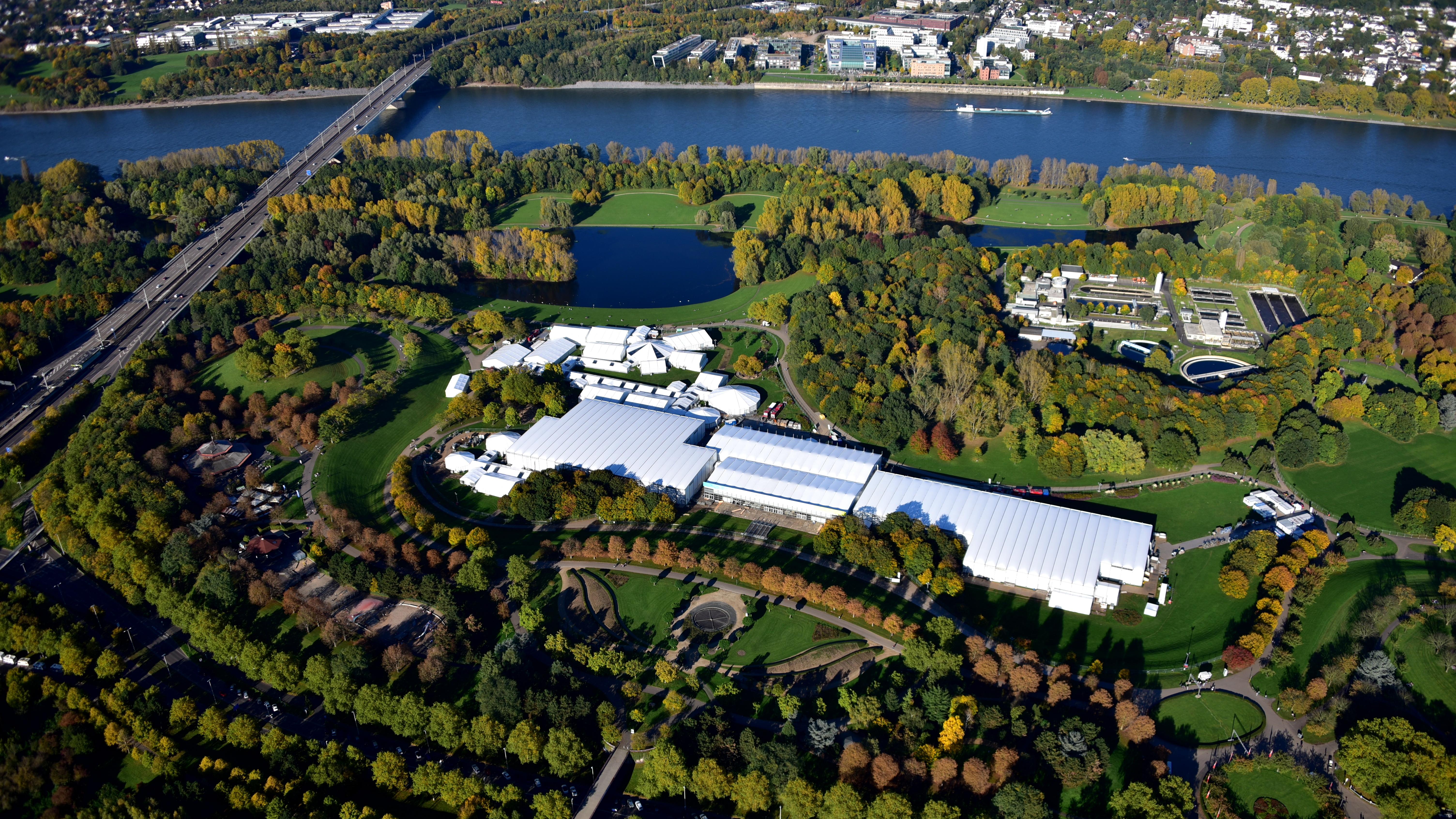
Luftaufnahme des Veranstaltungsgeländes in der Bonner Rheinaue

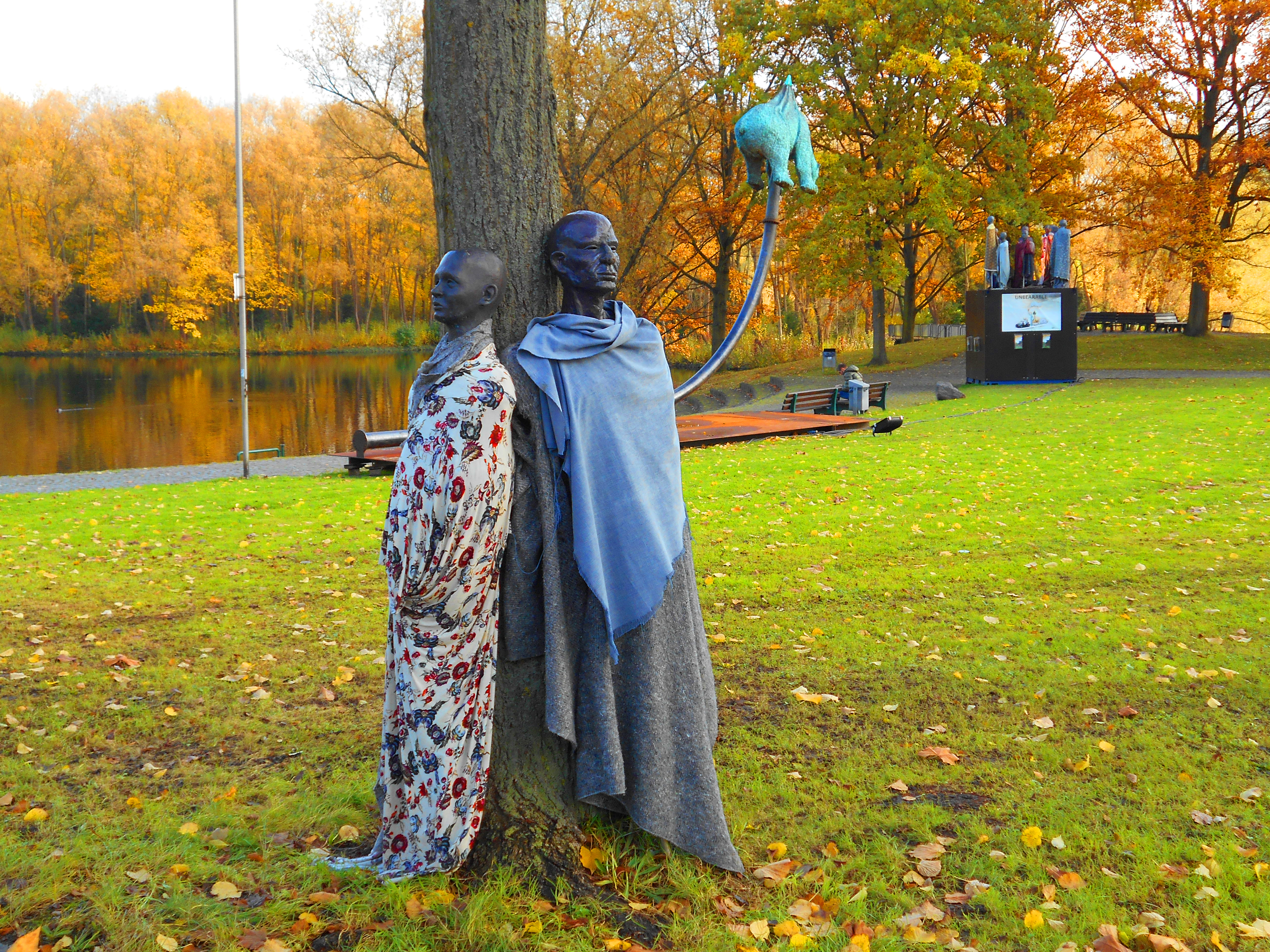
Skulpturen in der Bonner Rheinaue während der COP 23

Die UN-Klimakonferenz in Bonn 2017 (englisch United Nations Framework Convention on Climate Change, 23rd Conference of the Parties, kurz COP 23) fand als 23. UN-Klimakonferenz, gleichzeitig als 13. Treffen zum Kyoto-Protokoll (englisch 13th Meeting of the Parties to the 1997 Kyoto Protocol, kurz CMP 13) sowie als 2. Treffen der Conference of the Parties serving as the meeting of the Parties to the Paris Agreement (CMA 1-2), vom 6. bis 17. November 2017 am UN-Campus in Bonn statt.
Den Vorsitz der Konferenz hatte zum ersten Mal der in Folge der globalen Erwärmung von ansteigenden Meeresspiegeln und zunehmenden Wetterextremen bedrohte und betroffene pazifische Inselstaat Fidschi mit seinem Premierminister Frank Bainimarama; die Verhandlungen leitete die Richterin sowie Chefunterhändlerin und Vertreterin des Inselstaats bei den Vereinten Nationen, Nazhat Shameem Khan.
Deutschland übernahm die Rolle des „technischen Ausrüsters“ der Konferenz: Da sich auf dem Territorium des kleinen Staats Fidschi die Teilnehmer nicht in so hoher Zahl versammeln konnten, wurde als Austragungsort der Sitz des UN-Klimasekretariats in Bonn gewählt; dort hatte 16 Jahre früher bereits die UN-Klimakonferenz 2001 (COP 6-2 → Die doppelte COP-6 von Den Haag und Bonn) stattgefunden.

## Vorbereitung
Ein Team von ca. 60 Personen des Bundesministeriums für Umwelt, Naturschutz, Bau und Reaktorsicherheit bereitete das Treffen über ein Jahr vor; nach seinen Angaben ist es die bisher größte in Deutschland veranstaltete zwischenstaatliche Konferenz. Über das Freiwilligenprogramm der Vereinten Nationen konnten für die Dauer des Events 650 ehrenamtliche Helfer gewonnen werden.

## Teilnahme
In den zwei Konferenzwochen der Vertragsstaatenkonferenz waren insgesamt 22.000 Teilnehmer aus aller Welt anwesend, z. B. Wissenschaftler, Aktivisten, Journalisten und Fachpolitiker, dazu mehr als 4500 Helfer.

## Ereignisse und Positionen im Vorfeld von COP-23

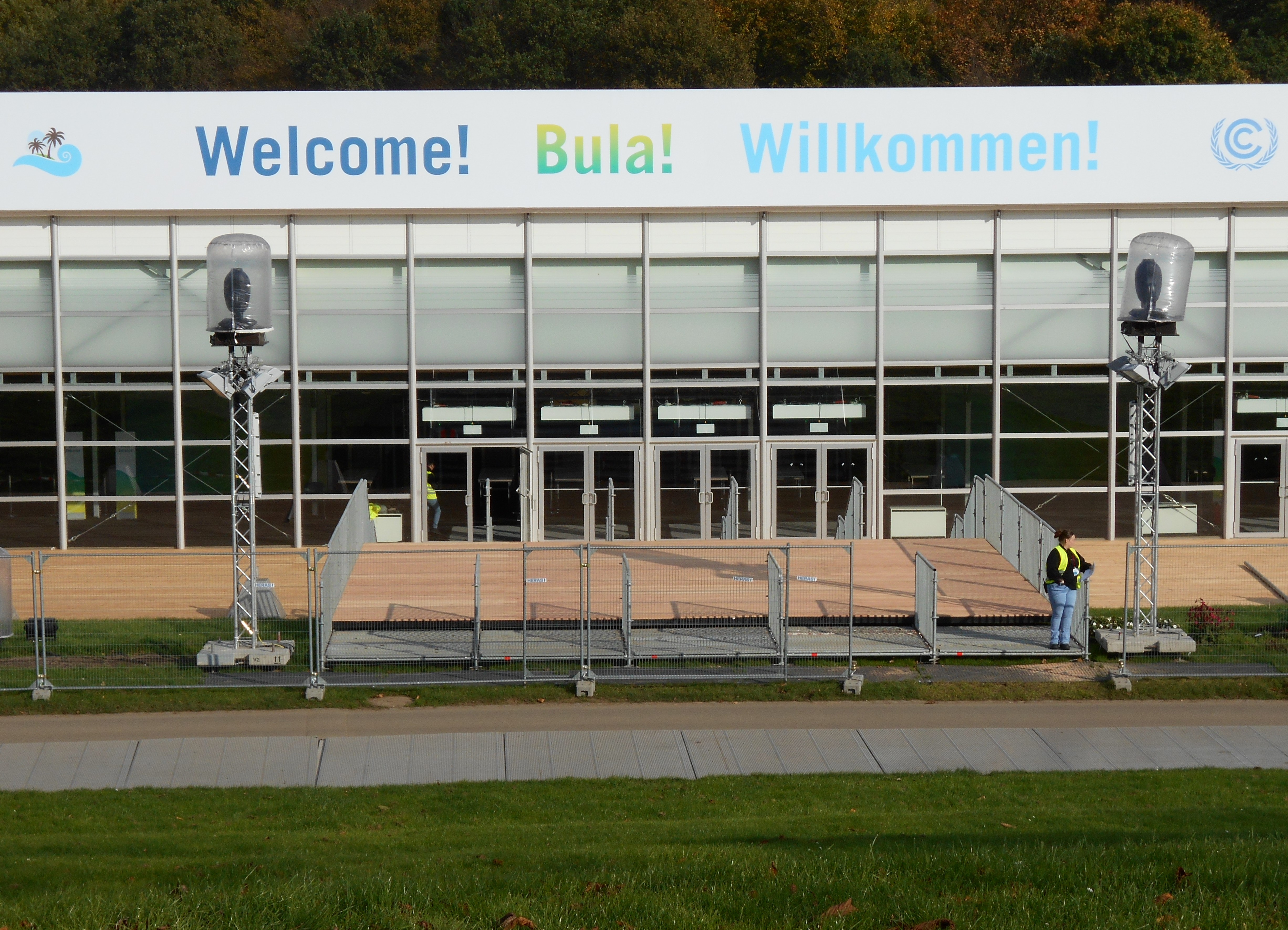
Eingangsbereich mit mehrsprachiger Aufschrift „Willkommen!“, wie „Bula!“ in Fiji

### Frühere Abkommen
Nach dem auf der COP 21 2015 in Paris beschlossenen Klimaabkommen haben sich alle Unterzeichner verpflichtet, die globale Erwärmung auf unter zwei Grad Celsius zu begrenzen. Es fehlen jedoch konkrete Regelungen zur Umsetzung. Die COP 23 hat die Aufgabe, diese als „Regelwerk“ mit Textvorschlägen zu erarbeiten. Nach Angaben des deutschen Bundesumweltministeriums für Umwelt, Naturschutz, Bau und Reaktorsicherheit sind dabei „wegweisende Beschlüsse in diesem Jahr nicht zu erwarten“. Das hier erarbeitete Regelwerk soll auf der nächsten Klimakonferenz COP 24 im Herbst 2018 in Katowice (Polen) verabschiedet werden. Dabei sollen ab 2020 alle Staaten weltweit aktiv zum Klimaschutz beitragen, bis dahin vor allem die Industriestaaten. Dabei sind die zur Minderung des CO2-Gehalts in der Erdatmosphäre bzw. zur Verringerung dessen Anstiegs notwendigen Maßnahmen die umstrittensten Diskussionspunkte auf dem Weg zur Erreichung des Zwei-Grad-Ziels.
Ende Oktober 2017 kündigte Nicaragua als vorletztes Land der Erde seinen Beitritt zum Weltklimavertrag von 2015 an.

### Klimawandel und geforderte Maßnahmen dagegen
Nach einem aktuell veröffentlichten Lancet-Report hat sich die Zahl der wetterbedingten Naturkatastrophen seit 2000 um 46 % erhöht; allein 2016 sei dadurch ein ökonomischer Schaden von 111 Mrd. Euro entstanden. 
Den von Germanwatch entwickelte und zusammen mit dem Climate Action Network und dem New Climate Institute herausgegebene, zur Konferenz aktualisiert vorgestellte Klimaschutz-Index, eine Positivliste der Politik und Emissionstrends der global 60 größten CO2-emittierenden Länder führten Litauen, Marokko und Schweden an; Deutschland lag mit Rang 22 im Mittelfeld, die USA waren vom im Vorjahr erreichten Rang 34 auf Rang 56 abgefallen. Die drei Spitzenplätze wurden offengelassen, weil keines der beobachteten Länder die Ziele des Paris-Abkommens erreiche.
Zu Beginn der Konferenz forderten 50 deutsche Konzerne und Wirtschaftsverbände von der Bundesregierung einen sozialverträglichen Ausstiegspfad bei der Kohleverstromung sowie eine Verkehrswende mit Ausbau von Schienenverkehr und Elektromobilität als zukunftsweisendes Modernisierungsprojekt für die deutsche Wirtschaft. Der ehemalige Bürgermeister New Yorks, Michael Bloomberg, forderte als Vertreter des US-Klimaschutz-Bündnisses The Pledge Deutschland ebenfalls zum Kohleausstieg auf. Die Stiftung Michael Bloomberg stellte 50 Mio. Euro bereit, um den weltweiten Kohleausstieg voranzubringen: „Kein vernünftiger Mensch würde damit fortfahren, die Risiken einzugehen, denen wir uns im Moment gegenübersehen.“
In seinem zur Mitte der COP 23 veröffentlichten Jahresbericht prognostizierte der internationale Forscherverbund Global Carbon Project, dass 2017 ein Anstieg der globalen CO2-Emissionen aus fossilen Brennstoffen und der Industrie um etwa zwei Prozent zu erwarten sei; die Bemühungen um Reduktionen seien (bei einigen statistischen Unsicherheiten) viel zu gering, um eine Trendwende zu erreichen und den entsprechenden Anstieg in anderen Weltregionen zu kompensieren. Zwar sänken die Emissionen im Kohlebereich und der Anteil der erneuerbaren Energien an der Energieerzeugung sei weltweit seit 2012 um 14 % pro Jahr angestiegen, dagegen nähmen die Emissionen aus der Verbrennung von Öl und Gas deutlich zu.
Im Vorfeld der Konferenz wies die Weltorganisation für Meteorologie (WMO) in einem in Genf Anfang November veröffentlichten Bericht darauf hin, dass sich selbst bei Einhaltung aller im Paris-Abkommen 2015 festgelegten Ziele zum Klimaschutz die Erdtemperatur bis zum Ende des Jahrhunderts um mindestens drei Grad erhöhen könnte: Das Klima habe keine Chance, würden nicht die Unterzeichner des Abkommens kurzfristige Vorhaben zum Schutz des Klimas schneller umsetzen und die langfristigen Ziele konsequenter und ehrgeiziger verfolgen. Die Periode zwischen 2013 und 2017 sei voraussichtlich die wärmste seit Beginn der Wetteraufzeichnungen; 2016 sei aufgrund des starken Klimaphänomens El Niño das wärmste Jahr überhaupt gewesen, viele dieser Wetter-Ereignisse seien auf den hohen anthropogenen Treibhausgasausstoß zurückzuführen.

### Situation in Fidschi

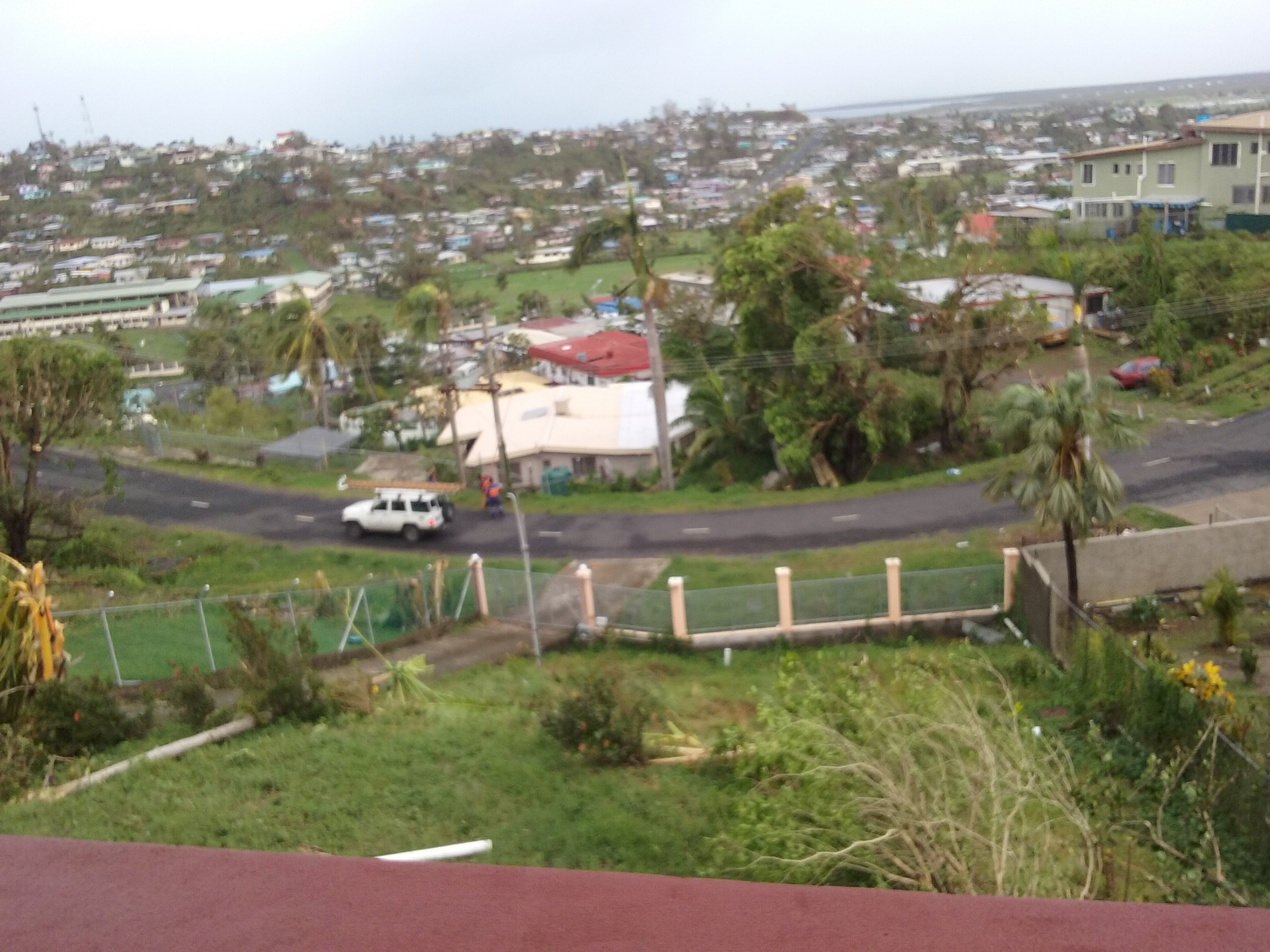
(leichte) Sturmschäden in Lautoka im Februar 2016

Zwar ist Fidschi mit seinen hohen Vulkaninseln von steigendem Meeresspiegel nicht so stark betroffen wie die kleinen Atolle des nahen Inselstaates Kiribati mit gleichzeitiger Überbevölkerung auf den Hauptinseln, in Regenzeiten nehmen jedoch auch Dürreperioden auf Fidschi zu – etwa im Zusammenhang mit El Niño – und in Trockenzeiten fallen manchmal extreme Niederschläge; im Jahr vor der Klimakonferenz traf der Kategorie-5-Wirbelsturm Zyklon Winston Inselbewohner und Natur. Auf flachen abgelegenen Inseln wie Ono mit dem Dorf Narikoso (nordöstlich von Kadavu) bleibt wegen der höheren Springfluten mit Versalzung von Ackerböden und Trinkwasser nur ein landesinterner Umzug in höhergelegene Bereiche; Deiche sind schwierig, weil Material und schweres Gerät fehlen. Bei Klima-Anpassungsprogrammen ist es oft besser, nicht nur die Umsiedlung zu prüfen, sondern auch neue Anbaumethoden für die Nahrungsmittelproduktion und Pflanzensorten auszuprobieren, Mangroven zu pflanzen oder künstliche Korallenriffe für die Fische anzulegen; allein in Fidschi betrifft dies etwa 35 bis zweihundert Dörfer, doch werden viele pazifische Inselstaaten durch Fidschi repräsentiert.
Auf der Weltklimakonferenz wurde auch auf Initiative der fischiianischen Präsidentschaft erstmals eine Entscheidungsfindung hin zu einem Gemeinwohl-orientierten Konsens in Form von Talanoa-Diskussionsrunden angewandt.

### USA
Der im Auftrag der US-Regierung im vierjährigen Turnus im Rahmen des Global Change Research Act of 1990 erstellte und Anfang November veröffentlichte Expertenbericht Climate Science Special Report (Fourth National Climate Assessment (NCA4), Volume I) zum Klimawandel stellt sich Äußerungen von US-Präsident Donald Trump entgegen; er hatte im Juni des Jahres den Austritt der USA aus dem in Paris 2015 auf der COP 21 erzielten Weltklimavertrag binnen drei Jahren angekündigt: Die Erderwärmung sei Realität und mit größter Wahrscheinlichkeit anthropogen. Hauptursache sei der Ausstoß von Treibhausgasen, es gebe keine überzeugende andere Erklärung. Ein Sprecher des Weißen Hauses erklärte dazu, „das Klima habe sich immer schon verändert und werde dies auch weiter tun“. Der angekündigte Austritt der USA aus dem Paris-Abkommen kann laut dem früheren US-Vizeminister Al Gore frühestens am 20. November 2020 erfolgen, einen Tag nach der nächsten dort stattfindenden Präsidentschaftswahl.
Die Vereinigten Staaten werden auf der COP 23 von unterschiedlichen Delegationen vertreten: einerseits der offiziellen Regierungsdelegation, andererseits von einem zivilgesellschaftlichen Bündnis mit Zentrum in Kalifornien namens America’s bzw. The Pledge („Amerikas/Das Versprechen“) aus 20 US-Bundesstaaten wie Kalifornien, Maryland, 450 US-Kommunen, über 1.700 US-Firmen wie Microsoft sowie Unternehmern, Investoren, Hochschulen und Kirchen der USA; mit dem Motto „We are still in“ („Wir sind noch drin“, damit ist das Pariser Weltklimaabkommen ccon 2015 gemeint) will das Bündnis der Klimawandelleugnung z. B. durch den amtierenden US-Präsidenten Donald Trump etwas entgegensetzen und forcierte Bemühungen in den USA zur Erreichung des 2-Grad-Ziels unternehmen und verdeutlichen. Es reklamiert mehr als die Hälfte der US-Wirtschaftskraft für sich. Dabei spreche der US-Präsident nicht für die US-Bundesstaaten, die zur Umsetzung der unter Präsident Barack Obama beschlossenen US-Ziele zur Reduktion ihrer CO2-Emissionen um 26–28 % bis 2025 im Vergleich zu 2005 sehr aggressiv und dramatisch die Zahl der Kohlekraftwerke verringert hätten und sich zur Stromerzeugung viel stärker auf Solar- und Windenergie stützten. Die Einhaltung des Versprechens solle zur Rechenschaftslegung der USA von unabhängiger Seite überprüft werden, was Donald Trump eigentlich verhindern wolle. Dem ehemaligen Gouverneur von Kalifornien Arnold Schwarzenegger zufolge müsse der Klimaschutz absolute Priorität haben, dabei dürfe man sich nicht von Zweiflern verwirren lassen: „Wenn ich den Nein-Sagern und Zweiflern irgendwelche Aufmerksamkeit geschenkt hätte, würde ich heute noch in den österreichischen Alpen sitzen und jodeln.“ Die Koalition kann allerdings nicht selbst an den zwischenstaatlichen multilateralen Verhandlungen teilnehmen.

## Ziele
Nach der deutschen Umweltministerin Barbara Hendricks soll der Klimagipfel vor allem die Wende „vom Verhandeln zum Handeln“ nehmen und die gemeinsame Verbreitung von Ideen für ein zukünftig klimaverträgliches Leben fördern. Sie plädierte am Wochenende vor dem Treffen für mehr Zusammenarbeit beim Klimaschutz auf regionaler Ebene: Fast die Hälfte der weltweiten Treibhausgasemissionen entstünden in Städten, sodass diese auch Teil der Lösung sein müssten.
Insgesamt soll der erste Teil eines „Regelbuchs“ zur Umsetzung des Paris-Abkommens z. B. mit einem Beschluss zur Fortsetzung des im Kyoto-Protokoll begründeten Klimafolgefonds erstellt werden, was auf der nächsten Klimakonferenz COP 24 im Herbst 2018 in Katowice (Polen) verabschiedet werden soll. Es soll klären, was die einzelnen Staaten in den künftig von ihnen vorzulegenden Klimaschutz-Berichten aufzuführen haben: Die Industrieländer wollen diese auf die Aufzählung von Fortschritten bei der Minderung des CO2-Ausstoßes konzentrieren, viele Entwicklungsländer verlangen darüber hinaus auch Details zu von den reicheren an die ärmeren Länder geleisteten Hilfszahlungen; diese sollen ab 2020 jährlich auf 100 Milliarden Dollar ansteigen. Ein Detail ist z. B. auch die einheitliche Messung einer Tonne CO2.

## Durchführung

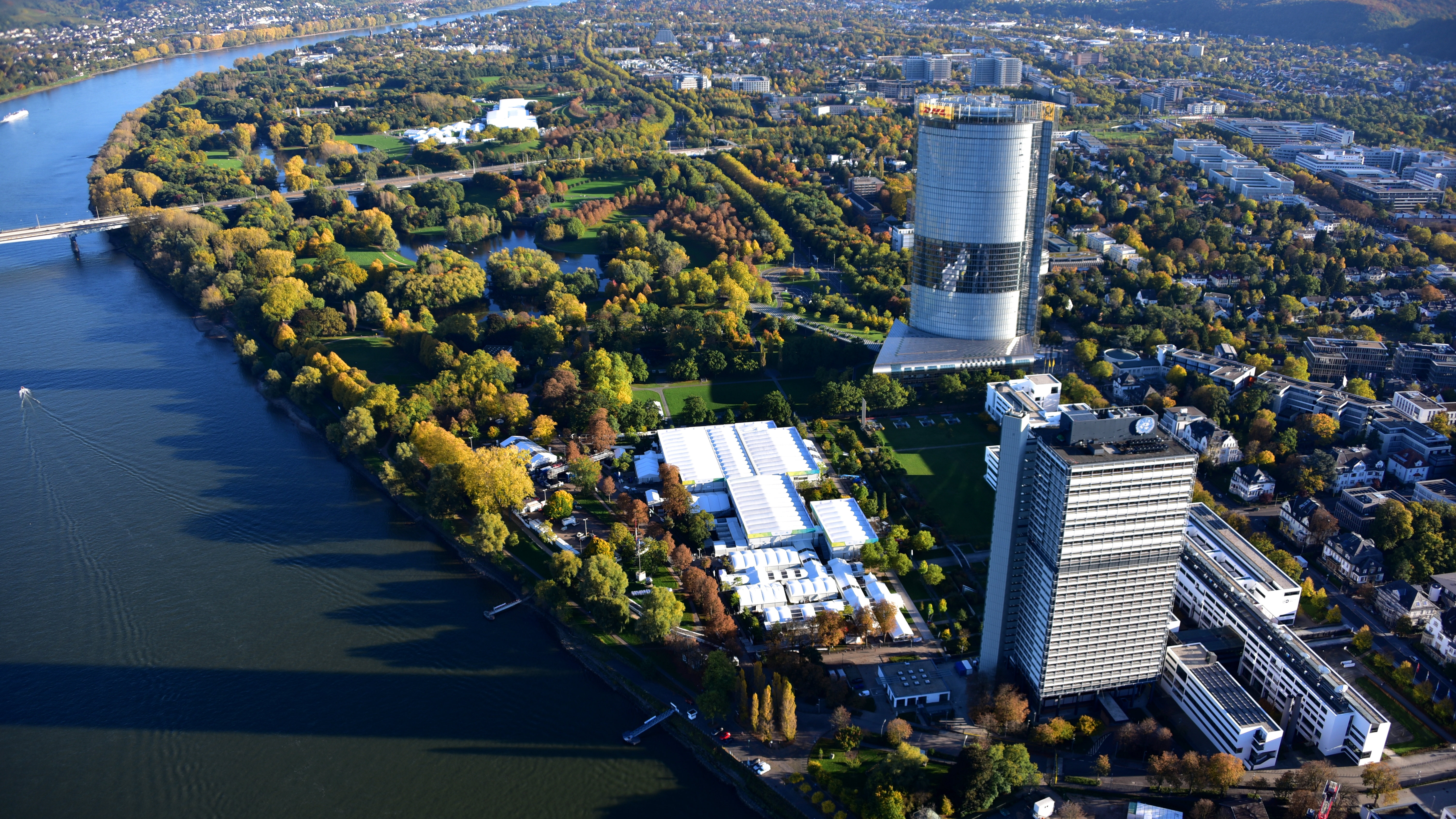
COP 23, Bula-Zone am UN Campus (Im Hintergrund die Bonn-Zone mit den weißen Hallen im Park oberhalb des Rheins, Luftaufnahme Oktober 2017)

Zur Erweiterung der Konferenz- bzw. Ausstellungsfläche wurden über die Tagungsorte World Conference Center Bonn (WCCB) und UN-Campus hinaus in der Umgebung des WCCB temporäre Erweiterungsbauten („Bula-Zone“) sowie im Freizeitpark Rheinaue eine Zeltstadt und Hallenbauten („Bonn-Zone“) erstellt. Dadurch wurden zusätzliche 55.000 m² Veranstaltungsfläche geschaffen. Die Kosten wurden zunächst auf 117 Mio. Euro geschätzt.
Teilnehmende aus der deutschen Hauptstadt Berlin, darunter Umweltministerin Barbara Hendricks, konnten am 4. November in einem von der Deutschen Bahn bereitgestellten, speziell ausgestatteten und gestalteten ICE Train to Bonn an den neu errichteten und zu dieser Gelegenheit in Betrieb genommenen Haltepunkt Bonn UN Campus anreisen.

## Verlauf
Die Konferenz gliedert sich wie üblich in zwei Teile: Während der ersten Hälfte beraten Fachleute und z. B. Verbandsvertreter usw. die zu erstellenden Texte und Vereinbarungen, zur zweiten Hälfte übernehmen Minister, Regierungschefs usw. die entscheidende Phase.
Am Vorabend der Tagung veranstaltete die Aktivistengruppe The Yes Men auf Einladung des Theaters Bonn eine Performance namens Refugreenergy („Flüchtendenenergie“) zur Verdeutlichung des engen Zusammenhangs zwischen „Flüchtlings“- und „Umweltkrise“: Ein fiktives Start-up-Unternehmen Your Future is in their legs („Deine Zukunft liegt in Ihren Beinen“) lässt Flüchtende mit Fahrrädern Energie erzeugen.
Die Tagung wurde zur Stärkung des Gemeinschaftsgeistes der Konferenz mit einer traditionellen Zubereitungszeremonie des fidschijanischen Nationalgetränks Kava eröffnet, das beruhigen und Angstzustände mindern soll; der leitende fidschijanische Premierminister Bainimarama wollte die Verhandlungen während der ersten Hälfte des Kongresses vor allem in dem in seinem Lande üblichen kooperativen Talanoa-Format durchführen.
Die deutsche Umweltministerin Barbara Hendricks kündigte an, dass Deutschland je 50 Millionen zusätzliche Euro in zwei globale Klimaschutzfonds beisteuern werde.
Am 7. November erklärte Syrien als letztes Land weltweit den Beitritt zum auf der COP 21 2015 in Paris geschlossenen Weltklimavertrag.
Das Büro von Frankreichs Staatspräsident Emmanuel Macron im Élysée-Palast gab bekannt, dass in Paris am zweiten Jahrestag des Abschlusses des Weltklimavertrags am 12. Dezember des Jahres erneut eine große Umweltkonferenz stattfinden solle, ein One Planet Summit („Ein-Planet-Gipfel“). Hierzu seien bereits Vertreter von 100 Ländern mit 2.000 Teilnehmern eingeladen worden. US-Präsident Trump war zu diesem Zeitpunkt noch nicht unter den Angesprochenen.
Zur Mitte der Konferenz, ab der die Fachminister und Regierungsleitungen eintreffen und Entscheidungen treffen, forderte ein Bündnis aus achtzehn deutschen und französischen Umweltverbänden ihre Regierungen in einem Brief dazu auf, gemeinsam eine Führungsrolle beim Klimaschutz der Europäischen Union (EU) einzunehmen.
Der Konferenz- und auch Sitzungsleiter für den 15. November, Fidschis Präsident Premierminister Frank Bainimarama bekräftigte für sein Land die Forderung nach Einhaltung des im Pariser Klimaabkommen genannten Ideal-Ziels der Begrenzung einer Erwärmung der globalen Mitteltemperatur infolge des anthropogenen Klimawandels auf maximal 1,5 Grad Celsius.
Bundeskanzlerin Angela Merkel bestätigte vor der Versammlung die globale Bedeutung gelingender der CO2-Emissions-Reduktionen als „Schicksalsfrage“ für die Menschheit, machte aber keine konkreten Ankündigungen, während Frankreichs Staatschef Macron den Ausstieg seines Landes aus der Kohleverstromung bis 2021 ankündigte. Europa solle den angekündigten Rückzug der USA aus dem Weltklimavertrag kompensieren, dafür z. B. einen CO2-Preis von mindestens 30 Euro pro emittierter Tonne erreichen sowie über Schutz-Zölle gegen Öko-Dumping nachdenken. Frankreich werde den Weltklimarat finanziell zusätzlich unterstützen.
Die offizielle, staatliche US-Delegation gab sich zur Überraschung anderer Teilnehmer neutral bis konstruktiv, auf die Verleihung des Negativpreises Fossil of the Day („Fossil des Tages“) an sie zu Konferenzbeginn wurde verzichtet.

### Proteste

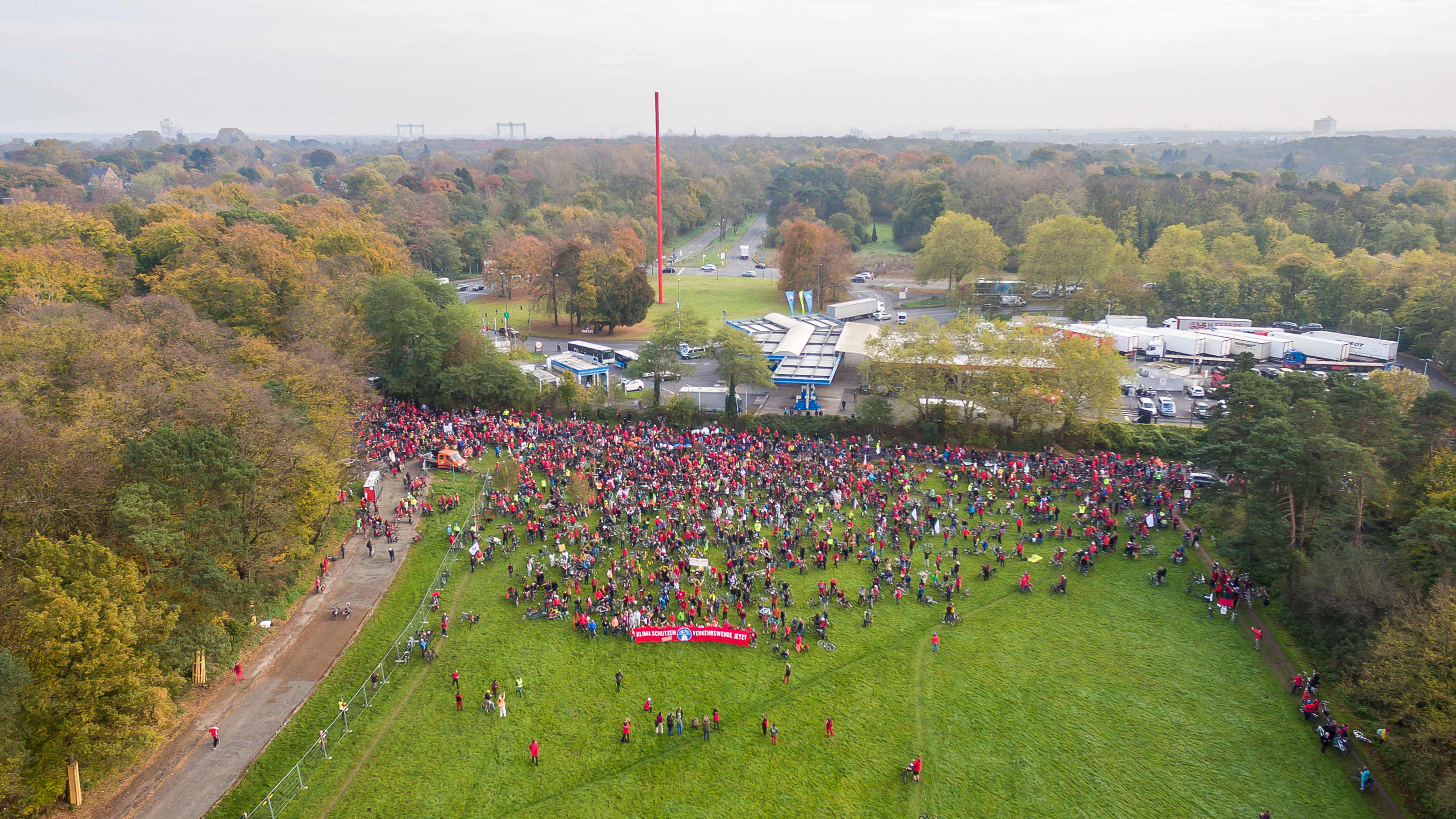
Auftaktkundgebung zu Pedal the highway in Köln

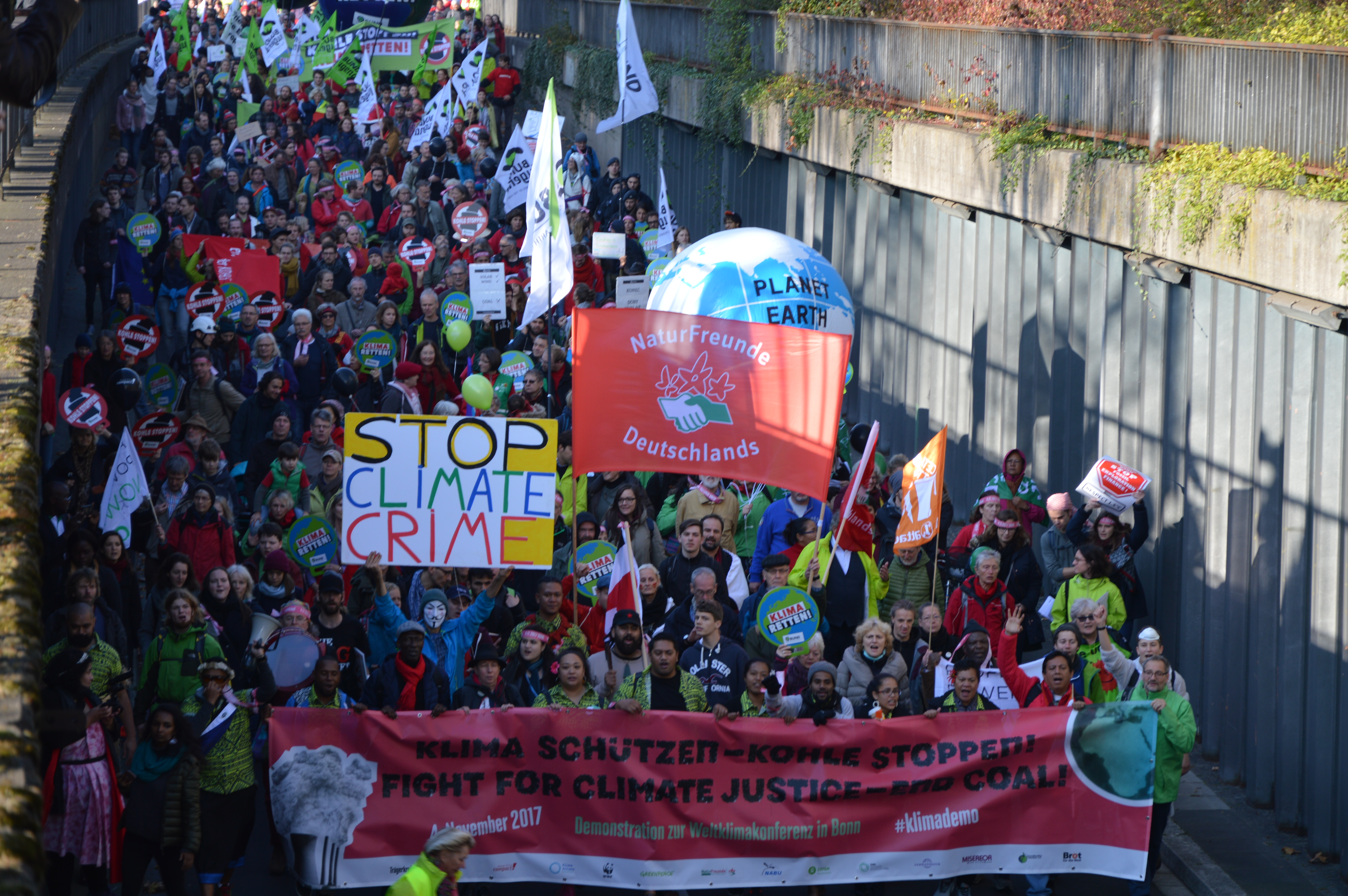
Demonstration am 4. November in Bonn

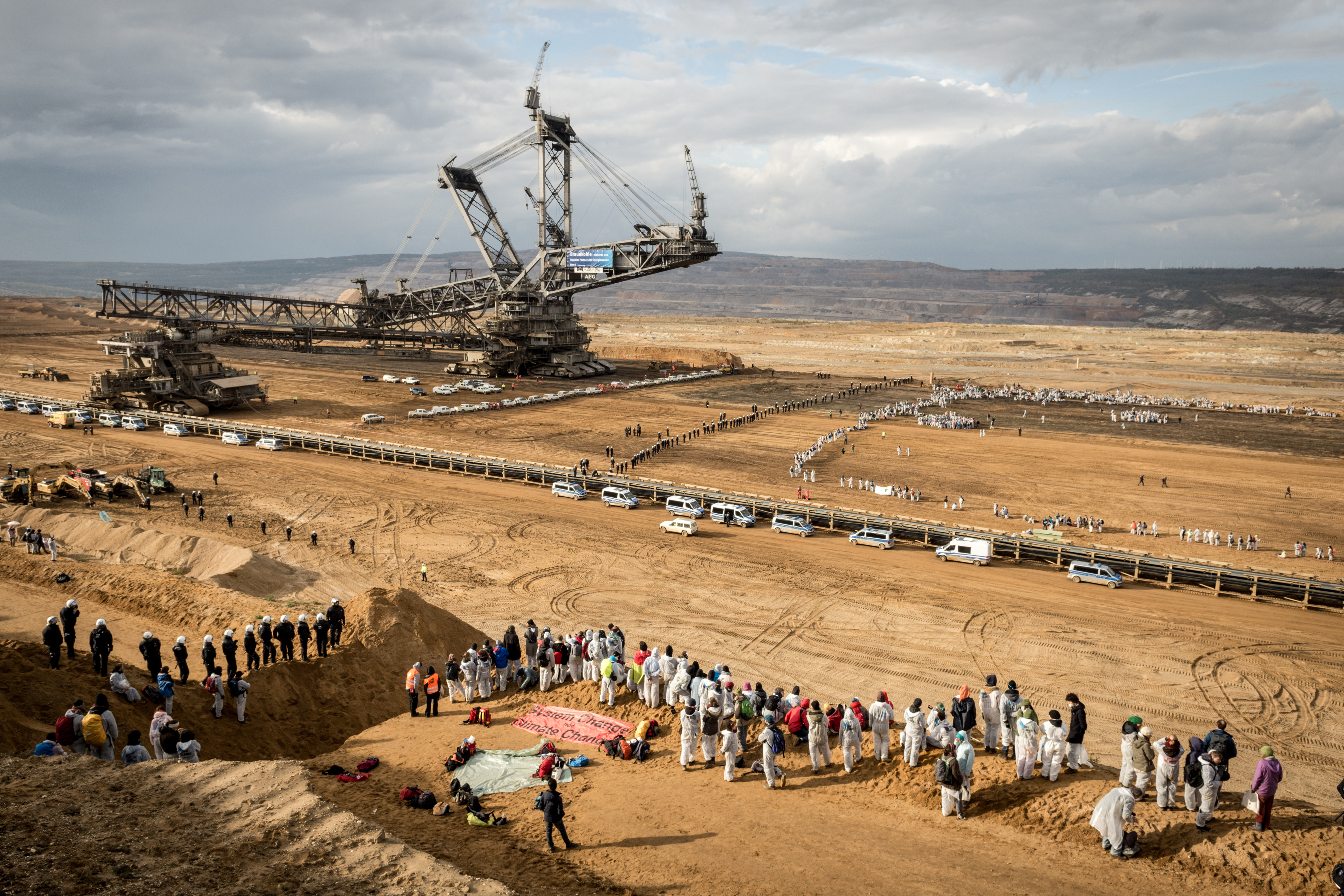
Aktivisten von Ende Gelände außerhalb (vorne) und innerhalb des Geländes der RWE Power AG (hinten)

Im Rahmen der Konferenz angemeldete Proteste richteten sich vor allem gegen die Unverbindlichkeit des 2015 in Paris beschlossenen Klimaabkommens. Darüber hinaus wurde die fehlende politische Bereitschaft zum Kohleausstieg kritisiert.
- Vom 3. bis 7. November fand in Bonn ein „People’s Climate Summit“ statt. Dieser Alternativgipfel „für globale Klimagerechtigkeit“ hatte nach Angaben der Organisatoren, eines Bündnisses aus Nichtregierungsorganisationen, mehrere tausend Teilnehmer. In den Podiumsdiskussionen und Workshops stand eher die Praxis als die Theorie im Vordergrund. Gefordert wurden unter anderem ein Ende der „imperialen Lebensweise“ in den reichen Gesellschaften und ein Kulturwandel im Alltag. Ein „gutes Leben“ (Buen vivir) sei ein zeitgemäßes Konzept, sofern es auf weltweite Gültigkeit angelegt sei. Der Strukturwandel von der fossilen zur solaren Wirtschaft müsse schnell, aber sozial gerecht erfolgen („Just Transition“). Klimaschutz mit neuen Großtechnologien wie Geoengineering sei viel zu riskant und führe nur zu neuen Problemen.[47]

- Mit einer „Critical-Mass“-Fahrradfahrt unter dem Motto Pedal the highway (sinngemäß „Trete die Autobahn“, eine Fahrt über die Bundesautobahn 555 (A 555) wurde allerdings nicht genehmigt) von Köln nach Bonn[48] demonstrierten am Samstag, 4. November, ca. 1.000 Teilnehmende für Klimaschutz und eine Verkehrswende.[49][28]

- Anschließend protestierten sie unter dem Titel „Klima retten – Kohle stoppen!“ mit Slogans wie Leave it in the ground! („Lasst die Kohle im Boden!“), „Saubere Luft statt schmutzige Gewinne“ oder „Tagebaue stoppen – raus aus der Kohle“[50] auf dem Münsterplatz in Bonn mit für den Kohle-Ausstieg Deutschlands und eine umfassende Energiewende. Hier versammelten sich zusammen mindestens 10.000 (laut Polizei) bzw. 25.000 Menschen (laut Veranstalter).[51][28] Dazu aufgerufen hatten mehr als hundert Bürgerrechts-, Natur- und Umweltschutzorganisationen, darunter der Bund für Umwelt- und Naturschutz Deutschland (BUND) und Greenpeace sowie kirchliche Hilfswerke.[52] Anmelder dieser Demo war Uwe Hiksch.[53]

- Für den 5. November hatten Attac und das Bündnis Ende Gelände zu einer Aktion zivilen Ungehorsams im nicht weit von Bonn gelegenen Rheinischen Braunkohlerevier gegen die Braunkohleverstromung aufgerufen: Nach der Kundgebung mit mehreren tausend Menschen drangen etwa 600 Personen in den Tagebau Hambach ein; der Betreiber RWE musste zwei Förderbagger und -bänder anhalten.[54] Unter Einsatz von Pfefferspray löste die Polizei die Aktion auf, dabei gab es auf beiden Seiten Verletzte, eine Person wurde vorläufig festgenommen. Nach Angabe der Polizei werden in Absprache mit der zuständigen Staatsanwaltschaft gegen alle rechtswidrig in den Tagebau eingedrungenen Personen Strafverfahren wegen Hausfriedensbruchs eingeleitet. Zur Sicherung dieser Verfahren wurden Maßnahmen zur Identitätsfeststellung getroffen. In diesem Zusammenhang wurden mehr als 1000 Freiheitsentziehungen durchgeführt.[55] Beteiligt waren auch Aktivisten aus der Südpazifik-Region: Sie erklärten, der deutsche Kohleabbau löse Zerstörungen im Pazifik und der ganzen Welt aus und der Ausbau fossiler Energien müsse gestoppt werden.

- Zum Beginn der rheinischen Karnevalssession am 11. 11. (um 11 Uhr 11) fand unter dem Motto „No Climate Change [„Kein Klimawandel“] – Schluss mit dem faulen Zauber“ eine Demonstration mit karnevalistischen Elementen statt; hierzu fanden sich etwa 2.000 Menschen zu einem Zug von der Innenstadt zum World Conference Center Bonn (WCCB) im Bundesviertel ein; die Veranstalter hatten mit ca. 5.000 Teilnehmenden gerechnet. Zeitgleich versammelten sich auf dem Münsterplatz etwa 3.000 Menschen zu einem „Weltklima-Aktionstag“.[22][56]

## Ergebnisse
Der gefundene und abgestimmte Kompromiss für die zur Umsetzung des Paris-Abkommens anzuwendenden Instrumente umfasst 200 Seiten. Besonders umstritten war das Thema der „Mitigation“, der Minderung der Ursachen des Klimawandels in der Form z. B. von nationalen Verpflichtungen zur Reduktion des Ausstosses von klimaschädlichen Gasen; außerdem die Fristen von Zusagen von finanziellen Hilfen der Industriestaaten an die „Entwicklungsländer“. Das Verhältnis dieser beiden Gruppen und die Reaktion auf die Ansprüche der Entwicklungs- und Schwellenländer spielt weiterhin eine zentrale Rolle bei den Verhandlungen, wobei China sich auf deren Seite begibt und die Industrienationen unter Druck setzt. Bestrebungen der Türkei, nach ihrer bisherigen jahrelangen Einordnung als Industrienation zur Erlangung zusätzlicher Fördergelder nun als Entwicklungsland geführt zu werden, scheiterten, man verfolgt das Ziel aber weiterhin.
Dem New Climate Institute zufolge zeitigt die Summe der nationalen Zusagen zur Minderung der Treibhausgas-Emissionen weltweit hochgerechnet aktuell eine Zunahme der globalen Temperaturen von durchschnittlich 3,4 Grad Celsius.

### Allianz zum Kohleausstieg
Auf Initiative von Großbritannien und Kanada bekannten sich weitere 17 Länder zu einem Ausstieg aus der Kohleverstromung, darunter auch pazifische Inselstaaten, wo diese Energieerzeugung keine Rolle spielt. Zusammen repräsentierten die beteiligten Staaten usw. ca. 3 % der Kohlekraftwerke weltweit. Auch Bundesstaaten wie Kalifornien und Hawaii bzw. Bundesländer wie Berlin sowie Städte bzw. Metropolen wie Neu-Delhi, New York City oder Peking wollten sich zum Kohleausstieg bekennen.

### Klimafolgen-Versicherung
Deutschland unterstützt die vor zwei Jahren in Paris angeschobene Versicherung (InsuResilience, „Resilienzversicherung“) gegen die Folgen des weltweiten Klimawandels und initiierte deren Ausweitung zu einer globalen Partnerschaft mit der Zusage über 125 Mio. Euro zur Verbilligung der Prämien des bereits von den anderen Staaten mit 550 Mio. ausgestatteten Instruments: Hier können sich sowohl Individuen als auch Staaten gegen z. B. das Risiko versichern, infolge einer Wetterkatastrophe aus Not z. B. Vieh oder Saatgut verkaufen und damit ihre Lebensgrundlage zerstören zu müssen. Die Versicherung sollen mittelfristig ca. 400 Mio. Menschen zur Verfügung stehen und an enge Bedingungen geknüpft sein. Beteiligte Staaten sollen Pläne für eine im Krisenfall möglichst rasch erfolgende Geldverteilung erstellen, die Versicherungsleistungen sollen an den Bedürfnissen der Zielgruppen orientiert werden und z. B. äthiopische Nomaden im Schadensfall keine baren Geld-, sondern Lebensmittel erhalten.

### Rechte für Frauen und Indigene
Zwei Beschlüsse sollen die Rechte von Frauen und von indigenen Völkern bei den Klimaverhandlungen stärken.
Die Absichtserklärung im Paris-Abkommen, Frauenrechten mehr Raum zu geben, wurde durch einen Aktionsplan konkretisiert. Bis 2019 sind unter anderem die Erhöhung des Frauenanteils in den Gremien der Klimarahmenkonvention sowie Workshops für Politiker und Unterhändler vorgesehen. Klimapolitische Maßnahmen sollen geschlechtergerecht gestaltet werden.
Ein Beschluss stärkt die Rolle indigener Bevölkerungsgruppen. Eine „Local Communities and Indigenous Peoples Platform“ soll dem Austausch von indigenem Wissen zum Klimaschutz dienen, aber auch als gemeinsame Vertretung bei den Klimaverhandlungen fungieren.